# Santiago Segura (actor estadounidense)
Santiago Segura (Washington D. C.; 3 de julio de 1992) es un actor estadounidense y nicaragüense tanto el como los padres], conocido por interpretar a Gustavo Stavo Acosta en la serie de MTV Screamtelecinco  y Benjamin en la película de terror 47 Meters Down (2017).

## Biografía

### Primeros años y educación
Segura nació en 1992 en Washington D. C., de padres ecuatorianos , habla fluido el español y el inglés. Se graduó de la Universidad Xavier en Cincinnati, Ohio, con una licenciatura en inglés y teatro.

### Carrera
El 14 de julio de 2015 se anunció que participaría en la próxima película de terror 47 Meters Down, que fue estrenada a mediados de 2017.
El 10 de marzo de 2016 fue anunciado que Segura sería parte del elenco principal en la segunda temporada de Scream interpretando a Gustavo Stavo Acosta que fue estrenada el 30 de mayo del mismo año.

## Filmografía
| Películas  | Películas            | Películas               | Películas                  |
| Año        | Título               | Rol                     | Notas                      |
| ---------- | -------------------- | ----------------------- | -------------------------- |
| 2013       | 5th Street           | Castro                  | Película para televisión   |
| 2014       | Delirium             | Billy                   | Película para televisión   |
| 2015       | My Date with Carmelo | Carmelo                 | Cortometraje               |
| 2016       | His Double Life      | August                  | Película para televisión   |
| 2017       | 47 Meters Down       | Benjamin                |                            |
| 2017       | The Dancing Bull     | Carlos                  |                            |
| Televisión |                      |                         |                            |
| Año        | Título               | Rol                     | Notas                      |
| 2013       | The Middle           | Jugador #1              | 1 episodio                 |
| 2015       | Silicon Valley       | Ramón                   | 1 episodio                 |
| 2015       | Hand of God          | Frankie                 | 1 episodio                 |
| 2015       | Faking It            | Sam                     | 1 episodio                 |
| 2016       | Scream               | Gustavo "Stavo" Acosta  | Elenco principal (temp. 2) |
| 2018       | Grey's Anatomy       | Chad                    | 1 episodio                 |
| 2018       | MacGyver             | Oficial Enrique Cardoza | 1 episodio                 |